# سوزن‌آروارگان
سوزن‌آروارگان (نام علمی: Acestrorhynchus) نام یک سرده از راسته تتراسانان است.